# Michel Cointat

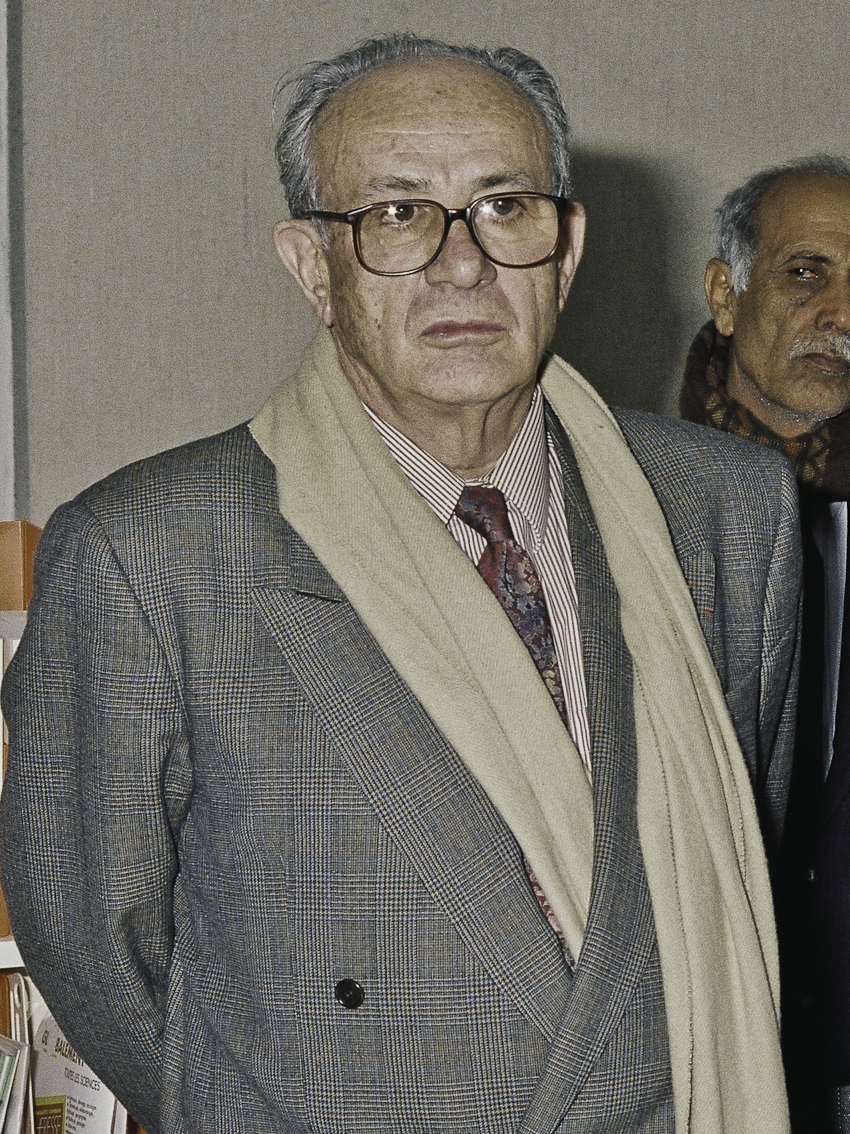
Michel Cointat, 1993.

Michel Cointat (* 13. April 1921 in Paris; † 16. November 2013 ebenda) war ein französischer Politiker der Union des démocrates pour la République (UDR) sowie später des Rassemblement pour la République (RPR), der zwischen 1967 und 1971 sowie erneut von 1973 bis 1993 Mitglied der Nationalversammlung war. Er bekleidete zwischen 1971 und 1972 das Amt des Landwirtschaftsministers und war von 1980 bis 1981 Außenhandelsminister. Ferner war er von 1968 bis 1971 sowie erneut zwischen 1974 und 1979 Mitglied des Europäischen Parlaments.
Darüber hinaus veröffentlichte Cointat zahlreiche Gedichtbände sowie Sachbücher und erhielt dafür verschiedene literarische Auszeichnungen.

## Leben

### Studium und berufliche Laufbahn
Cointat, Sohn des Kaufmanns Lucien Cointat und dessen Ehefrau Marie-Louise Adam, absolvierte seine schulische Ausbildung am Lycée Montaigne sowie am traditionsreichen Lycée Saint-Louis in Paris und begann im Anschluss ein Studium der Agrarwissenschaften am Institut national agronomique, das er als Agrar-Ingenieur abschloss. Ein postgraduales Studium der Fächer Wasser- und Forstwirtschaft an der École nationale des eaux et forêts (ENEF) beendete er ebenfalls als Ingenieur.
Nach Abschluss seiner Studien wurde er 1943 Leiter des Wasser- und Forstamtes des Kantons Uzès und im Anschluss war er zwischen 1949 und 1958 Leiter der Wasser- und Forstinspektion in Joinville. Daneben engagierte er sich seit 1948 in der Gesellschaft zur Entwicklung der Brachen und Dickichte in Ostfrankreich (Société d’aménagement des friches et taillis de l’Est), deren stellvertretender Generaldirektor er von 1948 bis 1961 sowie Präsident und Generaldirektor er zwischen 1961 und 1971 war.
1962 wurde Cointat Kabinettschef von Landwirtschaftsminister Edgard Pisani und fungierte im Anschluss zwischen 1962 und 1967 als Generaldirektor der Abteilung für Produktion und Märkte im Landwirtschaftsministerium, in dem er zugleich als Ingenieur Chef des agrartechnischen Dienstes war. Daneben bekleidete er von 1964 bis 1967 auch die Funktion als Verwaltungsdirektor des Nationalen Büros für Stickstoffherstellung sowie als Verwaltungsdirektor der staatlichen Kali-Bergwerke im Elsass. Darüber hinaus war er Mitglied der Nationalen Kommission für Landwirtschaftsberichte.

### Fünfte Republik

#### Abgeordneter und Landwirtschaftsminister
Bei den Wahlen vom 12. März 1967 wurde Cointat als Kandidat der Union des Démocrates pour la Ve République (UDR) im fünften Wahlkreis des Département Ille-et-Vilaine erstmals zum Mitglied der Nationalversammlung gewählt und bei der darauf folgenden Wahl am 23. Juni 1968 wiedergewählt. Zugleich war er von 1968 bis 1971 als Vertreter Frankreichs Mitglied des Europäischen Parlaments.
Am 8. Januar 1971 wurde Cointat als Nachfolger des zum Kulturminister ernannten Jacques Duhamel von Premierminister Jacques Chaban-Delmas zum Landwirtschaftsminister (Ministre de l’Agriculture) in dessen Kabinett berufen und bekleidete dieses Ministeramt bis zum Ende der Amtszeit von Chaban-Delmas am 5. Juli 1972. Mit der Ernennung zum Minister legte er am 7. Februar 1971 sein Abgeordnetenmandat nieder, so dass sein „Huckepack-Kandidat“ Augustin Beauverger als Mitglied der Nationalversammlung nachrückte.

#### Bürgermeister von Fougères sowie Wiederwahlen 1973 und 1978
Neben seiner Ministertätigkeit wurde Cointat 1971 auch zum Bürgermeister von Fougères, einer Gemeinde in der Bretagne.
Bei den Wahlen vom 11. März 1973 wurde er für die Union des démocrates pour la République (UDR) im fünften Wahlkreis des Departements Ille-et-Vilaine wieder zum Abgeordneten gewählt und übernahm damit wieder sein altes Mandat, zumal sein damaliger Nachrücker Beauverger am 14. September 1972 verstorben war. Daneben war er zwischen 1974 und 1979 erneut als Vertreter Frankreichs auch Mitglied des Europäischen Parlaments. Des Weiteren engagierte er sich als Mitglied und Präsident des Finanzausschusses des Regionalrates der Region Bretagne, als Vizepräsident des Ausschusses für Studien und Beziehungen für bretonische Interessen Celib (Comité d’études et de liaison des intérêts bretons), als Präsident der Nationalen Gartenbaugesellschaft SNHF (Société nationale d’horticulture de France) sowie als Präsident der Vereinigung für Information und Förderung der Bretagne.
Bei den Wahlen vom 19. März 1978 wurde er im fünften Wahlkreis des Département Ille-et-Vilaine abermals zum Abgeordneten gewählt, wobei er diesmal für das Rassemblement pour la République (RPR) antrat.

#### Außenhandelsminister und Abgeordneter von 1981 bis 1993
Am 2. Oktober 1980 wurde Cointat von Premierminister Raymond Barre als Nachfolger von Jean-François Deniau zum Außenhandelsminister (Ministre du commerce extérieur) in dessen drittes Kabinett berufen, dem er bis zum Ende von Barres Amtszeit am 13. Mai 1981 angehörte. Nach der Berufung in die Regierung legte er am 3. Oktober 1980 sein Abgeordnetenmandat nieder.
Am 14. Juni 1981 wurde Cointat für das RPR wieder zum Mitglied der Nationalversammlung gewählt und vertrat nach seinen Wiederwahlen am 16. März 1986 sowie am 5. Juni 1988 bis zu seinem Ausscheiden aus dem Parlament am 1. April 1993 weiterhin die Interessen des fünften beziehungsweise in der neunten Legislaturperiode des sechsten Wahlkreises des Département Ille-et-Vilaine. Während seiner Mitgliedschaft in der Nationalversammlung fungierte er zwischen 1988 und 1990 als Questeur als Mitglied des Präsidiums der Nationalversammlung.

#### Sonstiges Engagement, Auszeichnungen und Familie
Neben seiner Parlamentszugehörigkeit war er zwischen 1990 und 1992 Präsident der Paneuropa-Union in Frankreich sowie von 1990 bis 1998 Präsident von Tourisme en espace rural, einer Organisation zur Förderung des Tourismus in ländlichen Regionen, und ferner zwischen 1992 und 1996 auch Präsident von Qualité-France, einer Organisation zur Förderung landwirtschaftlicher Erzeugnisse. Des Weiteren fungierte Cointat 1996 als Präsident der Landwirtschaftsakademie (Académie d’agriculture de France), zwischen 1997 und 2003 als Präsident von ECTI (Echanges et consultations techniques internationaux), einer Institution zur Förderung des internationalen Austauschs und technische Beratungen, sowie schließlich von 2000 bis 2003 als Präsident der von Pierre Benoit, Paul Morand und Jean Cocteau gegründeten Académie de l’art de vivre.
Für seine langjährigen Verdienste wurde Cointat mehrfach ausgezeichnet. Er wurde unter anderem Kommandeur der Ehrenlegion, Offizier des Ordre national du Mérite, Kommandeur des Ordre du Mérite agricole, Offizier des Ordre des Palmes Académiques sowie Ritter des Ordens für Verdienste um die Volkswirtschaft. Daneben wurde ihm das Große Verdienstkreuz mit Stern des Bundesverdienstkreuzes sowie der Royal Victorian Order verliehen. Ferner wurde er Kommandeur des Verdienstordens der Italienischen Republik sowie Großoffizier des Rio-Branco-Ordens.
Aus seiner am 11. August 1942 geschlossenen Ehe mit Simone Dubois gingen die zwei Söhne hervor. Der ältere Sohn Christian Cointat war zwischen 2001 und 2014 Mitglied des Senats und vertrat dort die Interessen der Franzosen außerhalb Frankreichs, während Alain Cointat als Schriftsteller und Generalkontrolleur der Landwirtschaftsbehörde (Contrôleur général des offices agricoles) tätig war.

## Veröffentlichungen
Neben seiner beruflichen und politischen Tätigkeit verfasste Cointat mehrere Gedichtbände, aber auch Fachbücher zu landwirtschaftlichen, touristischen und historischen Themen. Für sein literarisches Werk wurde er ebenfalls mehrfach ausgezeichnet, und zwar unter anderem mit dem Prix littéraire du conseil général de la Haute-Marne (1957), dem Prix Eugène Piccard der Académie française für das Werk Tresques en Languedoc: l’histoire vivante dans le Midi (1980), dem Prix Marie Havez-Planque der Académie française für den Gedichtband Moments inutiles (1984) sowie dem Preis der Société des poètes français.
Zu seinen wichtigsten Werken gehören:
- Les Heures orangées, Gedichte, 1974
- Tresques en Languedoc: l’histoire vivante dans le Midi, 1979
- Les Moments inutiles, Gedichte, 1983
- Le Neveu de Jules Ferry, 1987
- 1789: sept députés bretons à Versailles, 1988
- Souvenirs de l'Uzège, 1992
- Visages des jardins de France, 1993
- Poèmes en fleurs, 1994
- Fleurs en fêtes, 1997
- Rivarol et Couloirs de l’Europe, 2001
- Histoires de fleurs, 2002
- Les couloirs de l’Europe, 2002, ISBN 2-7475-1878-7
- Rivarol (1753–1801): Un écrivain controversé, 2003, ISBN 2-7475-1026-3
- Le Moyen Age moderne, 2004, ISBN 2-7475-5719-7
- Histoires de fleurs: Les jolies fleurs du jardin, 2004, ISBN 2-7475-2149-4